# Michael Peña

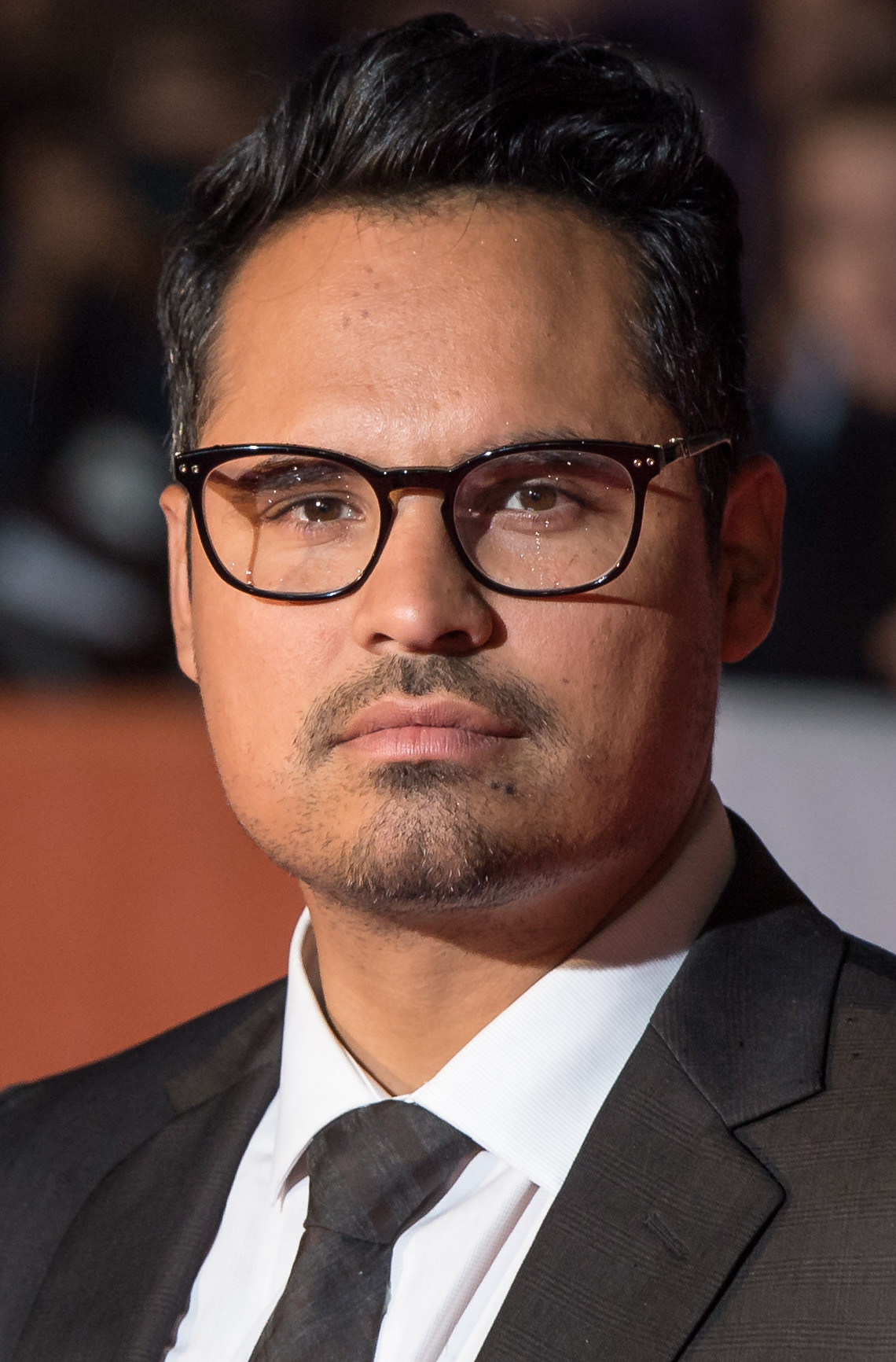
Michael Peña vid premiären av The Martian på Toronto International Film Festival 2015.

Michael Anthony Peña, född 13 januari 1976 i Chicago i Illinois, är en amerikansk skådespelare. Han är scientolog.

## Filmografi i urval
- 1996 – My Fellow Americans
- 1999–2000 – Felicity (TV-serie) (fem avsnitt)
- 2000 – Gone in 60 Seconds
- 2001 – Buffalo Soldiers
- 2003 – The United States of Leland
- 2003 – Love Object
- 2004 – The Calcium Kid
- 2004 – Crash
- 2004 – Million Dollar Baby
- 2005 – The Shield (TV-serie) (tio avsnitt)
- 2006 – Fifty Pills
- 2006 – Babel
- 2006 – World Trade Center
- 2007 – Shooter
- 2007 – Lejon och lamm
- 2008 – The Lucky Ones
- 2009 – Observe and Report
- 2009 – My Son, My Son, What Have Ye Done
- 2010 – Neighbor for Sale
- 2010 – Eastbound & Down (TV-serie) (fem avsnitt)
- 2011 – Battle: Los Angeles
- 2011 – The Lincoln Lawyer
- 2011 – The Good Doctor
- 2011 – 30 Minutes or Less
- 2011 – Tower Heist
- 2012 – End of Watch
- 2013 – Gangster Squad
- 2013 – Turbo (röst)
- 2013 – American Hustle
- 2014 – Cesar Chavez
- 2014 – Frontera
- 2014 – Fury
- 2014 – Gracepoint (TV-serie) (tio avsnitt)
- 2015 – Ant-Man
- 2015 – The Vatican Tapes
- 2015 – Ett päron till farsa: Nästa generation
- 2015 – The Martian
- 2015 – Hell and Back (röst)
- 2016 – War on Everyone
- 2016 – Skönheten i allt
- 2017 – CHiPs
- 2017 – The Lego Ninjago Movie (röst)
- 2017 – My Little Pony: The Movie (röst)
- 2018 – 12 Strong
- 2018 – A Wrinkle in Time
- 2018 – Ant-Man and the Wasp
- 2021 – Tom & Jerry
- 2024 – Unstoppable